# 克谢尼娅·拉波波尔特
柯塞妮亞·阿列克桑兹德罗夫纳·拉帕波特（俄语：Ксе́ния Алекса́ндровна Раппопо́рт，1974年3月25日—）是一名俄羅斯女演員。2000年，她從俄羅斯國立舞臺藝術學院畢業後馬上加入馬利戲劇劇院，並在《海鷗》《万尼亚舅舅》《雙重時間》和《时间的秩序》中出演。

## 職業生涯
拉帕波特生於蘇聯俄罗斯苏维埃联邦社会主义共和国列寧格勒（現為圣彼得堡）。她的電影首秀是16歲，而出演的電影《走开！》而影響了她決定成為演員。
2000年，她從俄羅斯國立舞臺藝術學院畢業，她在那裏上VM Filshtinsky課程，並立馬參加馬利戲劇劇院的訓練團隊。

## 個人生活
拉帕波特的父親是猶太人，而她稱她從未隱藏猶太種族。
拉帕波特嫁給俄羅斯商人維克托·塔拉索夫。他們的女兒是演員艾格拉雅·塔拉索瓦。她之後嫁給俄羅斯演員尤里·科洛科利尼科夫，他們的女兒於2011年1月出生。

## 外部鏈接
- 克谢尼娅·拉波波尔特在互联网电影资料库（IMDb）上的資料（英文）